# Milpillas de Allende
Milpillas de Allende är en ort i Mexiko.   Den ligger i kommunen Teúl de González Ortega och delstaten Zacatecas, i den centrala delen av landet, 500 km väster om huvudstaden Mexico City. Milpillas de Allende ligger 1 903 meter över havet och antalet invånare är 677.
Terrängen runt Milpillas de Allende är lite kuperad. Runt Milpillas de Allende är det glesbefolkat, med 10 invånare per kvadratkilometer. Det finns inga andra samhällen i närheten. I omgivningarna runt Milpillas de Allende växer huvudsakligen savannskog.